# Joop Zalm
Josephus Wilhelmus (Joop) Zalm (Den Haag, 13 november 1897 - aldaar, 5 februari 1969) was een Nederlands gewichtheffer. Hij nam eenmaal deel aan de Olympische Spelen, maar won hierbij geen medailles.
Op de Olympische Zomerspelen 1928 in Amsterdam vertegenwoordigde hij Nederland op 30-jarige leeftijd. Hij kwam uit op het onderdeel gewichtheffen in de klasse middengewicht. Hij scoorde 285 kg (drukken: 92,5 kg, trekken: 85 kg, stoten: 107,5 kg) en eindigde hiermee op een gedeelde negende plaats.
In zijn actieve tijd was hij aangesloten bij KDO in Den Haag.